# Rügensche Bäderbahn

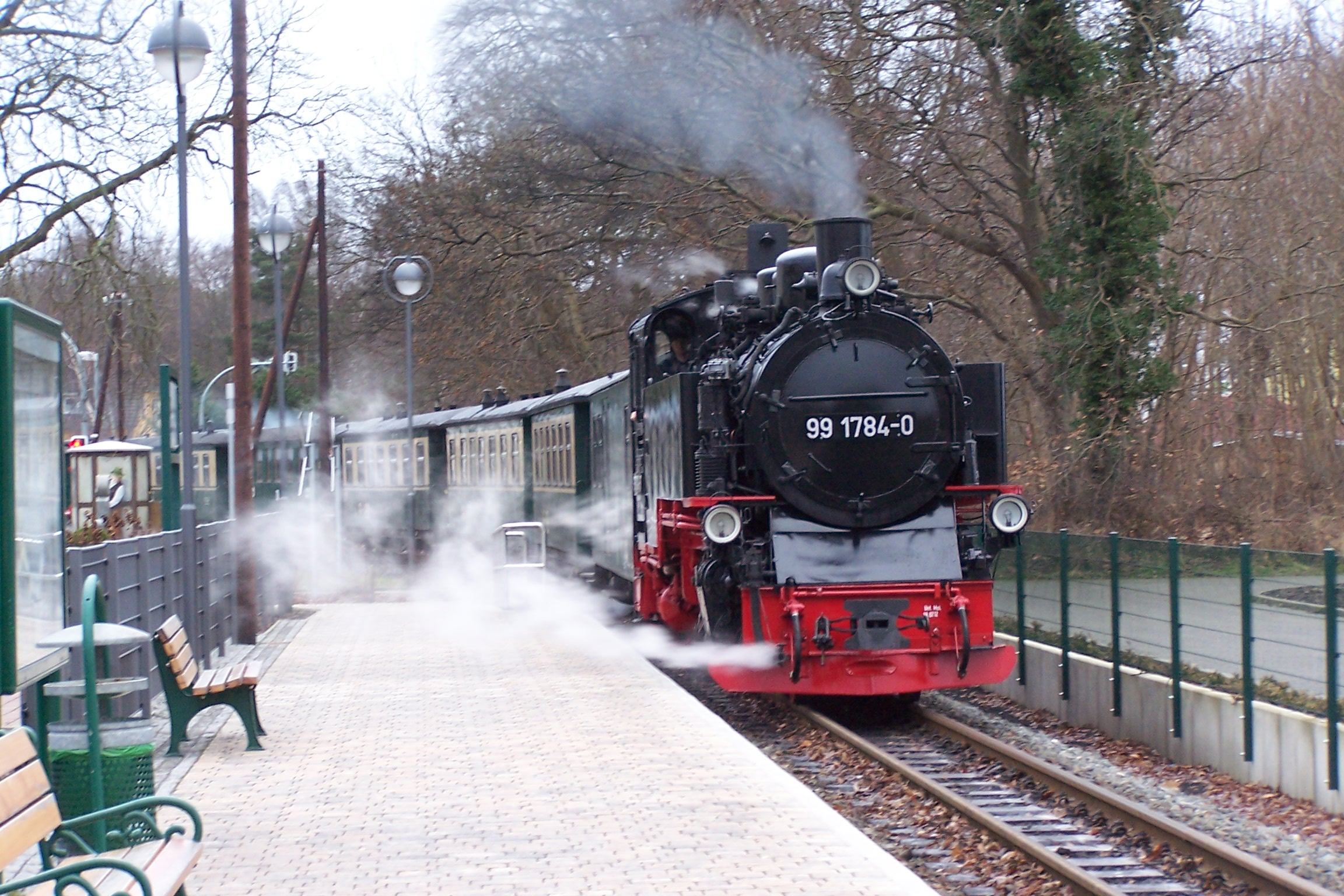
Una locomotiva in funzione sulla tratta

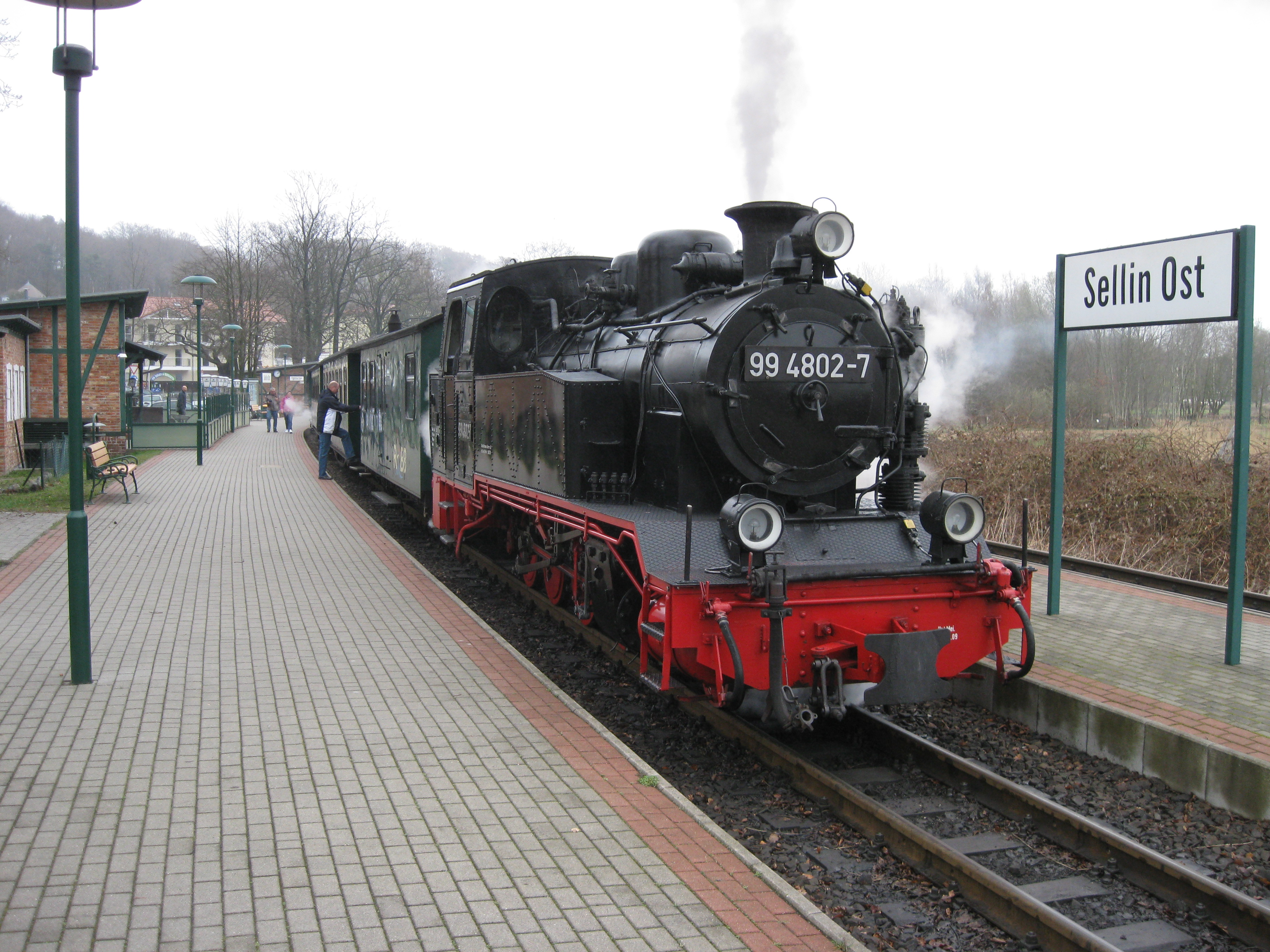
Locomotiva in arrivo alla stazione di Sellin

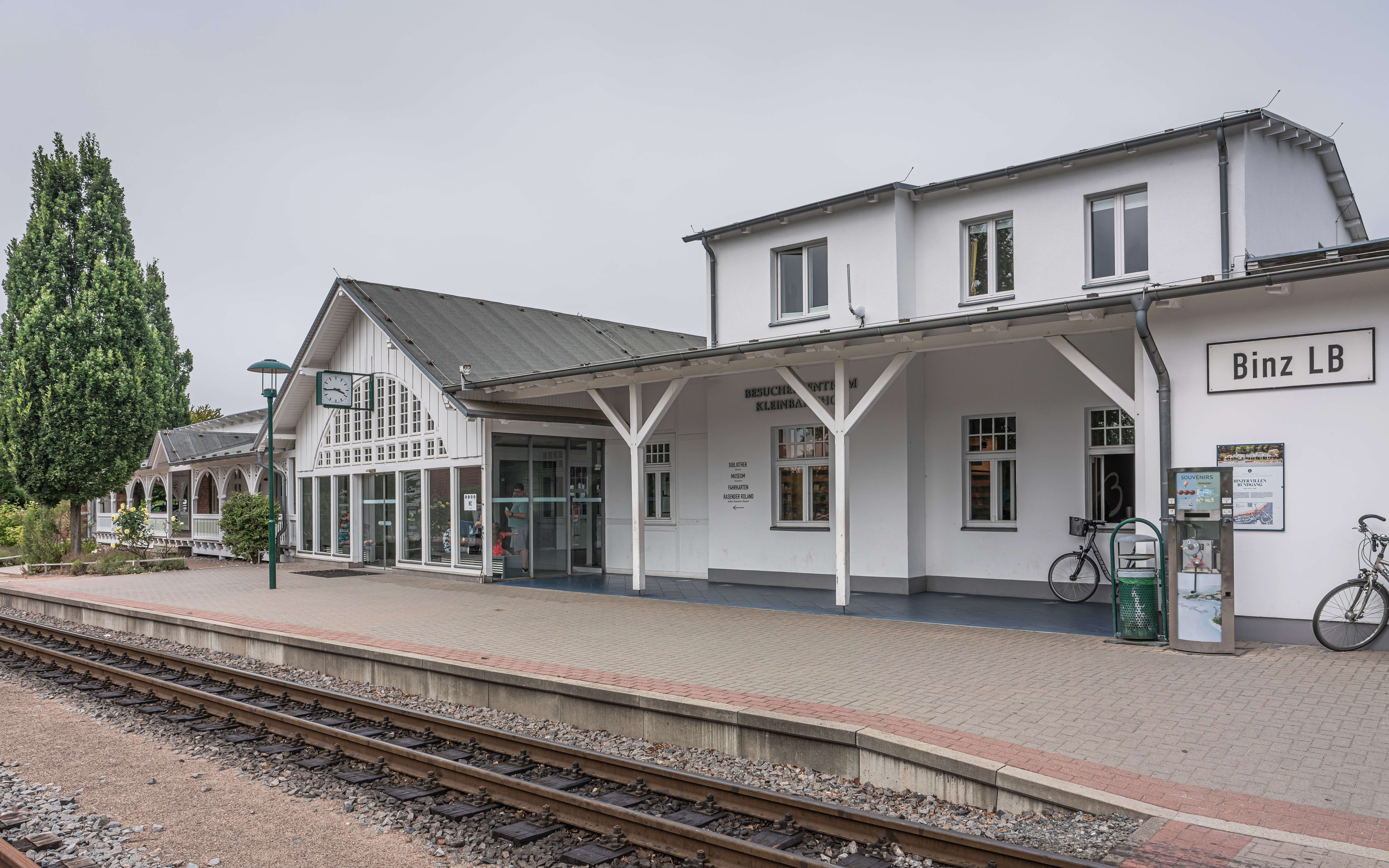
La stazione di Binz

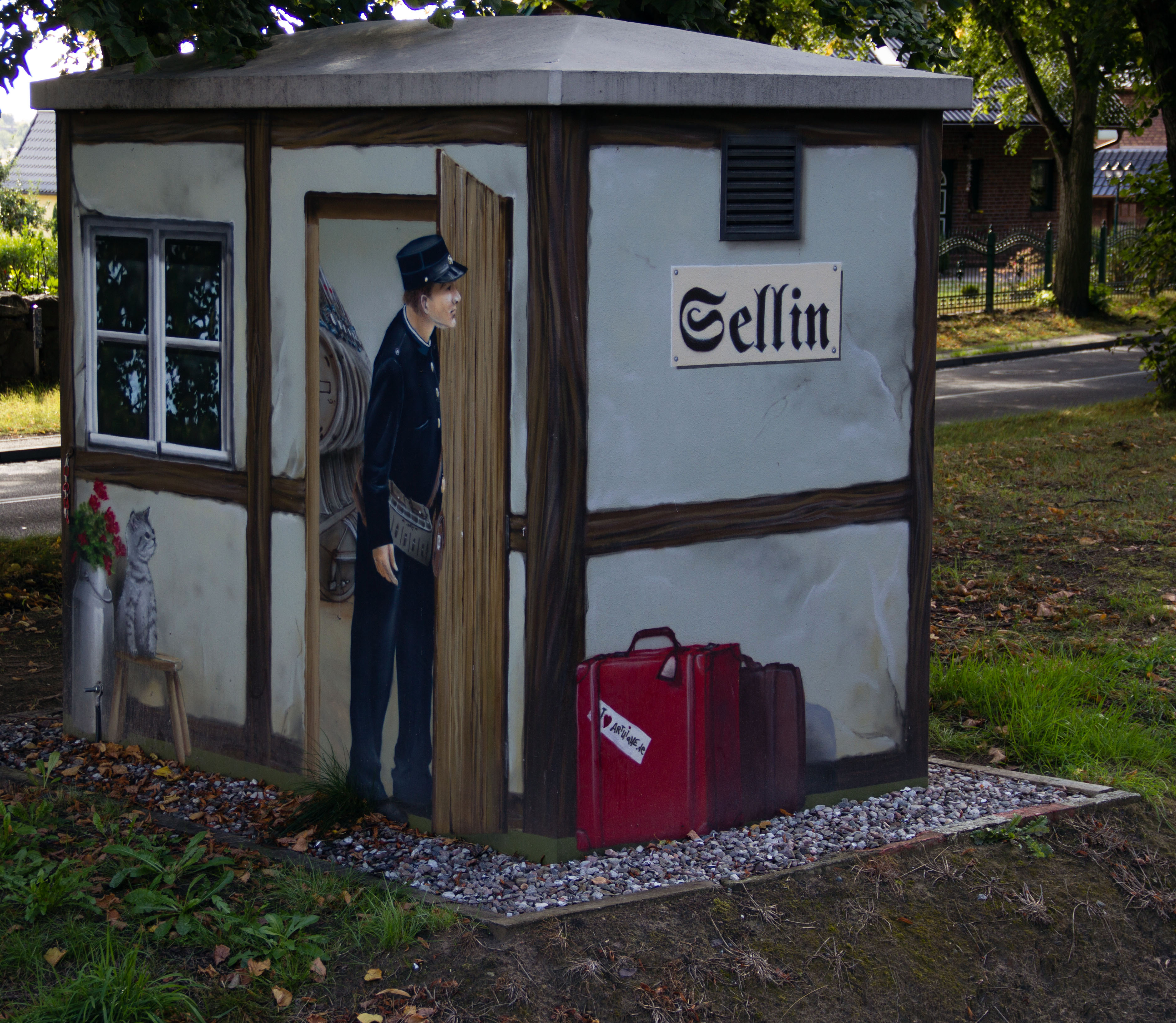
La stazione di Sellin

La Rügensche Bäderbahn (RBB; letteralmente: "ferrovia dei lidi di Rügen"), chiamata un tempo Rügensche Kleinbahn  (RüKB; letteralmente "Kleinbahn di Rügen") e nota comunemente con il nome di Rasender Roland (letteralmente: "Orlando Furioso"), è una ferrovia a scartamento ridotto dell'isola tedesca di Rügen, nel Land Meclemburgo-Pomerania Anteriore, che collega principalmente le località di Putbus e Göhren e che fu inaugurata nel 1895.

## Storia
I primi progetti per la realizzazione di una ferrovia sull'isola di Rügen furono illustrati alla fine del XIX secolo dal principe Wilhelm Malte I di Putbus.
La ferrovia fu realizzata dalla ditta Lenz & Co.  La linea ferroviaria fu inaugurata nel 1895: in origine collegava Putbus a Binz.
Nel 1899 il tragitto fu esteso - attraverso la foresta di Granitz - fino a Göhren.
Fino al 1967 e al 1970 esistevano poi altre due linee, dismesse in quegli anni.
Nel 1999 la linea ferroviaria fu estesa fino alla frazione di Lauterbach.

## Caratteristiche
L'intera tratta della Rügensche Bäderbahn è di 24,1 km, che viene percorsa in 1 ora 45 min. e che si compone di 11 fermate. La ferrovia attraversa, tra l'altro, le località di Binz, Sellin e Baabe.
|  |

Le locomotive corrono su binari della larghezza di appena 750 mm. ad una velocità di circa 30 km orari.
Per 100 giorni all'anno la partenza è garantita dalla località di Lauterbach, frazione del comune di Putbus.

## Traffico
Il servizio viene fornito dalle ore 6:00 alle ore 22:00. 
La ferrovia impiega 60 persone d'estate e 45 nel periodo invernale.

## Materiale rotabile
Il servizio è garantito da 8/9 storiche locomotive a vapore, risalenti ad un'epoca compresa tra il 1914 e il 1954/1964 e da due locomotive diesel.
|  |

## La ferrovia nella cultura di massa

### Cinema e fiction
- La Rügensche Bäderbahn compare in alcune scene della serie televisiva, ambientata a Rügen, La nostra amica Robbie[4].

### Esplicative
1. ↑  Il termine Kleinbahn, letteralmente "piccola ferrovia", indica in Germania le ferrovie concesse d'interesse locale con caratteristiche costruttive più modeste rispetto alle normali ferrovie.

### Bibliografiche
1. 1 2 3 4 5 6 7 8 9 10 11 12 13 14 15 16 17 18  Gabriel Calvo López Guerrero - Sabine Tzschaschel, Rügen, ADAC Verlag, München, 2005, p. 4
2. 1 2 3 4 5  Rügensche BäderBahn - Sito ufficiale - Home
3. 1 2 3 4  Rasender Roland Archiviato il 1º settembre 2014 in Internet Archive. su Ostsee-Attraktionen
4. 1 2 3 4 5 6 7 8 9 10  Rasender Roland rast in Deutschlands Wohnzimmer Archiviato il 21 settembre 2011 in Internet Archive.
5. 1 2 3 4 5  Rügensche BäderBahn - Sito ufficiale: Geschichte